# Jorge Bilbao
Jorge Alain Bilbao Torrontegui (Bilbao, 27 de junio de 1995) es un baloncestista español que pertenece a la plantilla del Baloncesto Fuenlabrada de la Liga LEB Oro. Con 2,05 metros de estatura, juega en la posición de pívot.

## Trayectoria deportiva

### Primeros años
Se formó en la cantera del histórico club vizcaíno del Loiola Indautxu, jugando en categoría senior desde 2010 y liderando al equipo en anotación y rebotes. Fue nombrado MVP del Campeonato del País Vasco en la temporada 2012-13, tras promediar 30,1 puntos y 13,8 rebotes por partido.

### Universidad
Jugó durante cuatro temporadas con los Mavericks de la Universidad de Texas-Arlington, en las que promedió 5,5 puntos, 5,1 rebotes y 0,9 asistencias por partido. Durante su año sénior en la 2016-2017, se proclamaron campeones de la Sun Belt Conference, siendo titular en todos los partidos y promediando 9,1 puntos, 6,7 rebotes y 1,5 asistencias. Acabó en el Top25 en rebotes ofensivos de la NCAA y terminó siendo el jugador con más partidos disputados en la historia de los Mavericks.

### Profesional
Tras no ser elegido en el Draft de la NBA de 2017, en el mes de agosto firmó su primer contrato profesional con el Legia Varsovia de la PLK de la primera división del baloncesto polaco y convirtiéndose así en el primer jugador español en jugar en dicha categoría. Pero durante la pretemporada se lesionó en el hombro, lo que le hizo estar más de cinco meses de baja. A su regreso disputó ocho partidos, en los que promedió 7,1 puntos y 4,0 rebotes.
Tras una segunda temporada en Varsovia sin apenas protagonismo debido a otra lesión (jugó únicamente 12 partidos), firmó en 2019/20 con el Cáceres Patrimonio de la Humanidad, club español de Liga LEB Oro. Promedió 8.1 puntos y 5.3 rebotes en los 24 partidos que disputó hasta la conclusión prematura de la temporada por la pandemia de coronavirus.
En julio de 2020 se anunció su fichaje por el Lucentum Alicante, también club de LEB Oro, para disputar la temporada 2020/21. Participó en 34 encuentros en los que promedió 6.6 puntos y 4.5 rebotes.
El 20 de julio de 2021 firma por el TAU Castelló, acreditando 7.6 puntos y 4.4 rebotes en la temporada 2021/22. En julio de 2022 se anuncia su renovación con el equipo castellonense por dos temporadas.
El 7 de agosto de 2023, firma por el Baloncesto Fuenlabrada de la Liga LEB Oro.